# خالد أبو الروس
خالد أبو الروس ممثل وكاتب مسرحى وشاعر، من اوائل السودانيين الذين بدأوا العمل في المسرح بالسودان وعرض أول مسرحياته مصرع تاجوج عام 1933م والتي كتابتها عام 1932م 
.ولد في امدرمان عام 1908م.

## المراحل التعليمية
- خلوة الشيخ حاج خلف الله.[3]
- مدرسة العباسية [3]
- المعهد العلمي.[3]

## أعمال مسرحية
أثرى الحياة المسرحية في السودان أبان الثلاثينات من خلال الاندية الرياضية والجمعيات الثقافية استمر نشاطه المسرحي حتي الستينات.
كان ممثلاً ومخرجاً وكاتبا مسرحياً وكانت معظم مسرحياته بالشعر العامي.له العديد من الأعمال المسرحية أبرزها 
- تاجوج 1933م [3]
- خراب سوبا 1935م [3]
- السبعة الحرقو البندر [3]
- الصديق الخائن [3]
- مسرحية ابليس عام 1968من تأليفه وبطولته وهي من إخراج أحمد عثمان عيسى. [3]
- مسرحية عثمان دقنه [3]
- مسرحية كررى [3]
- مسرحية أكتوبر [3]
- مسرحية طرشقت [3]
- مسرحية مقتل غردون [3]

## أعمال غنائية
المقرن في الصباح كلمات خالد عبد الرحمن خالد أبو الروس، تلحين وغناء إبراهيم الكاشف.